# Nemoleon filiformis
Nemoleon filiformis är en insektsart som först beskrevs av Gerstaecker 1885.  Nemoleon filiformis ingår i släktet Nemoleon och familjen myrlejonsländor. Inga underarter finns listade i Catalogue of Life.